# Mimas pechmanni
Mimas pechmanni är en fjärilsart som beskrevs av Hartmann 1879. Mimas pechmanni ingår i släktet Mimas och familjen svärmare. Inga underarter finns listade i Catalogue of Life.